# Betina Jozami
Betina Jozami (Paraná, 8 september 1988) is een voormalig professioneel tennisspeelster uit Argentinië. Zij begon met tennis toen zij acht jaar oud was. Haar favoriete ondergrond is gravel. Zij speelt rechtshandig en heeft een tweehandige backhand. Zij was actief in het internationale tennis van 2003 tot en met 2011.

## Loopbaan

### Enkelspel
Jozami debuteerde in 2003 op het ITF-toernooi van Poza Rica (Mexico). Reeds datzelfde jaar stond zij in de finale, op het ITF-toernooi van Puerto Ordaz – zij verloor van de Tsjechische Zuzana Černá. In 2006 won zij haar eerste titel, op het ITF-toernooi van Monterrey (Mexico) – in de eindstrijd wist zij de Colombiaanse Mariana Duque Mariño te bedwingen. In totaal won zij zeven ITF-titels, de laatste in 2008 in Juárez (Mexico), waar zij haar landgenote en dubbelspelpartner Jorgelina Cravero tot opgave dwong.
Op het WTA-circuit startte Jozami in 2005 met kwalificatiepogingen in Bogota (Colombia) en Acapulco (Mexico); zo ook in 2006. Pas in 2008 wist zij zich te kwalificeren voor de hoofdtabel van het toernooi van Bogota – door onder meer het eerste reekshoofd Flavia Pennetta te verslaan, drong zij door tot de halve finale, waarin zij verloor van de Spaanse Nuria Llagostera Vives. Dit was Jozami's beste resultaat bij de WTA – een finale heeft zij daar nooit bereikt. Na het seizoen 2009 nam zij niet meer aan enkelspeltoernooien deel.
Haar hoogste positie op de WTA-ranglijst is de 132e plaats, die zij bereikte in februari 2009.

### Dubbelspel
Jozami debuteerde in 2003 op het ITF-toernooi van Puerto Ordaz – zij bereikte meteen de finale, samen met landgenote Virginia Donda. In 2004 won zij haar eerste titel, op het ITF-toernooi van Asunción (Paraguay), samen met landgenote Verónica Spiegel. Jozami won in totaal vijftien ITF-titels, de laatste in 2011 (nadat zij in 2010 aan geen enkel toernooi had deelgenomen) in Rosario (Argentinië), aan de zijde van landgenote Jorgelina Cravero.
Op de Pan-Amerikaanse Spelen 2007 won Jozami een gouden medaille in het dubbelspel, samen met Jorgelina Cravero – tevens won zij op dat evenement een bronzen medaille in het enkelspel. In 2008 nam zij deel aan het dubbelspel op de Olympische spelen in Peking – als team met landgenote Gisela Dulko bereikte zij de tweede ronde.
Jozami debuteerde in 2006 in het WTA-circuit, op het toernooi van Bogota. Op het WTA-toernooi van Québec 2007 bereikte zij de halve finale, aan de zijde van de Braziliaanse Maria Fernanda Alves, nadat zij het als eerste geplaatste duo Meilen Tu en Vera Zvonarjova hadden geklopt. Het jaar erop bracht haar (samen met Cravero) nog een halve finale, op het WTA-toernooi van Acapulco 2008.  Dit waren Jozami's beste resultaten bij de WTA – een finale heeft zij daar nooit bereikt.
Jozami bereikte één keer het hoofdtoernooi van een grandslamtoernooi – samen met Jorgelina Cravero sneuvelde zij in de eerste ronde van Wimbledon 2008. Haar hoogste positie op de WTA-ranglijst is de 96e plaats, die zij bereikte in mei 2008.

## Resultaten grandslamtoernooien
| Legenda | Legenda                          |
| ------- | -------------------------------- |
| g.t.    | geen toernooi gehouden           |
| l.c.    | lagere categorie                 |
| –       | niet deelgenomen                 |
| G       | uitgeschakeld in de groepsfase   |
| 1R      | uitgeschakeld in de eerste ronde |
| 2R      | uitgeschakeld in de tweede ronde |
| 3R      | uitgeschakeld in de derde ronde  |
| 4R      | uitgeschakeld in de vierde ronde |
| KF      | uitgeschakeld in de kwartfinale  |
| HF      | uitgeschakeld in de halve finale |
| F       | de finale verloren               |
| W       | het toernooi gewonnen            |
| w-v     | winst/verlies-balans             |

### Vrouwendubbelspel
| Toernooi        | 2008 |
| --------------- | ---- |
| Australian Open | –    |
| Roland Garros   | –    |
| Wimbledon       | 1R   |
| US Open         | –    |